# Estética musical
A estética musical ou estética da música é um ramo da filosofia que tem como objeto a reflexão sobre a experiência da forma, em obras e processos musicais.
A estética, como disciplina - no sentido que moldou a filosofia moderna - evoluiu sobretudo a partir do século XVIII, a partir da publicação de Aesthetica, de  A. G. Baumgarten  (cerca de 1750), e, alguns anos mais tarde, com a Crítica da faculdade de julgar, de  Kant. De acordo com a concepção de Baumgarten, a estética  deve tratar da cognição sensual em geral, da cognição da arte e da beleza, em particular, da compreensão e avaliação das obras de arte, em seus contextos históricos. A estética musical, cujo objeto de estudo específico é a música, reflete sobre esse objeto - sobre as obras musicais e sobre o fato musical, em todas as suas dimensões -, emite juízos e, no limite, reconhece a música como via de acesso ao conhecimento de um período histórico ou de uma etapa criativa.